# Treculia
Treculia es un género con 16 especies de plantas de flores pertenecientes a la familia  Moraceae, son nativos del este de Asia.

## Especies seleccionadas
- Treculia acuminata
- Treculia affona
- Treculia africana
- Treculia brieyi
- Treculia centralis
- Treculia dewevrei
- Treculia erinacea
- Treculia lamiana
- Treculia madagascarica
- Treculia mollis
- Treculia obovoidea
- Treculia parva
- Treculia perrieri
- Treculia sambiranensis
- Treculia staudtii
- Treculia zenkeri